# Gare de Court-Saint-Étienne
Pour les articles homonymes, voir Gare de Saint-Étienne.
La gare de Court-Saint-Étienne est une gare ferroviaire belge de la ligne 140 d'Ottignies à Marcinelle, située sur le territoire de la commune de Court-Saint-Étienne dans la province du Brabant wallon.
Elle est mise en service en 1855 par le Chemin de fer de Charleroi à Louvain.
C'est une halte voyageurs de la Société nationale des chemins de fer belges (SNCB) desservie par des trains InterCity (IC) et suburbains (S61).

## Situation ferroviaire
La gare de Court-Saint-Étienne est située au point kilométrique (PK) 3,00 de la ligne 140 d'Ottignies à Marcinelle, entre les gares de Céroux-Mousty et de Faux.
Ancienne gare de bifurcation, elle était également l'aboutissement de la ligne 141 de Manage à Court-Saint-Étienne partiellement fermée.

## Histoire
La station de Court-Saint-Étienne est mise en service le 19 mai 1855 par la Compagnie du Chemin de fer de Charleroi à Louvain, futur Chemin de fer de l'est-belge avant de devenir une part du Grand Central Belge, lorsqu'elle ouvre à l'exploitation la section d'Ottignies à Court-Saint-Étienne de sa ligne entre Louvain et Charleroi. Ce même jour elle devient également un terminus de la ligne de Manage à Court-Saint-Étienne, dont la dernière section depuis Genappe est mise en service par la S.A. des Chemins de Fer Belges de la Jonction de l'Est. Cette dernière compagnie exploitait par ailleurs en commun la ligne de la Compagnie de Charleroi-Louvain jusque Wavre.
La section suivante, de la ligne d'Ottignies, de Court-Saint-Étienne à Charleroi-Ouest est ouverte le 20 août 1855.

### Le premier bâtiment de la gare
La compagnie Charleroi-Louvain construit des bâtiments identiques à Gastuche, Court-Saint-Étienne, Limal et La Roche. Ils étaient vraisemblablement symétriques avant d'être agrandis avec un corps central de deux niveaux à trois travées sous bâtière encadré par deux ailes à un niveau de deux travées sous bâtière. Leur style était caractéristique avec une construction en briques, un large oculus à chaque pignon pour toutes les ailes, des pilastres d'angle, des corniches à denticules et chaque percement surmonté d'un larmier en brique qui se prolonge sur tout le bâtiment par un cordon.
La gare de Court-Saint-Étienne a par la suite été agrandie avec deux travées supplémentaires à chaque aile et un avant-corps côté ville.

La gare au début des années 1900
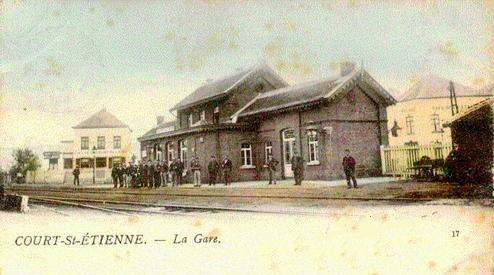
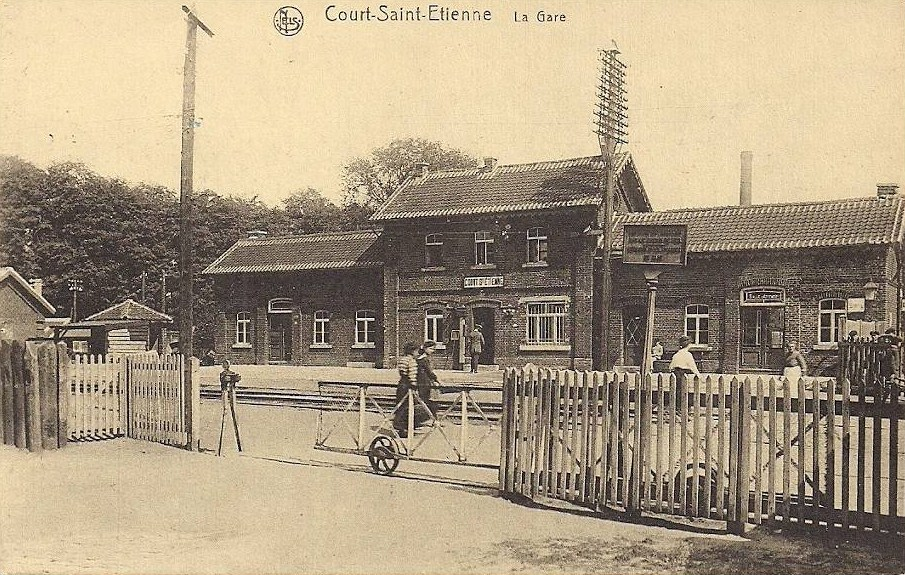

### La gare de 1926

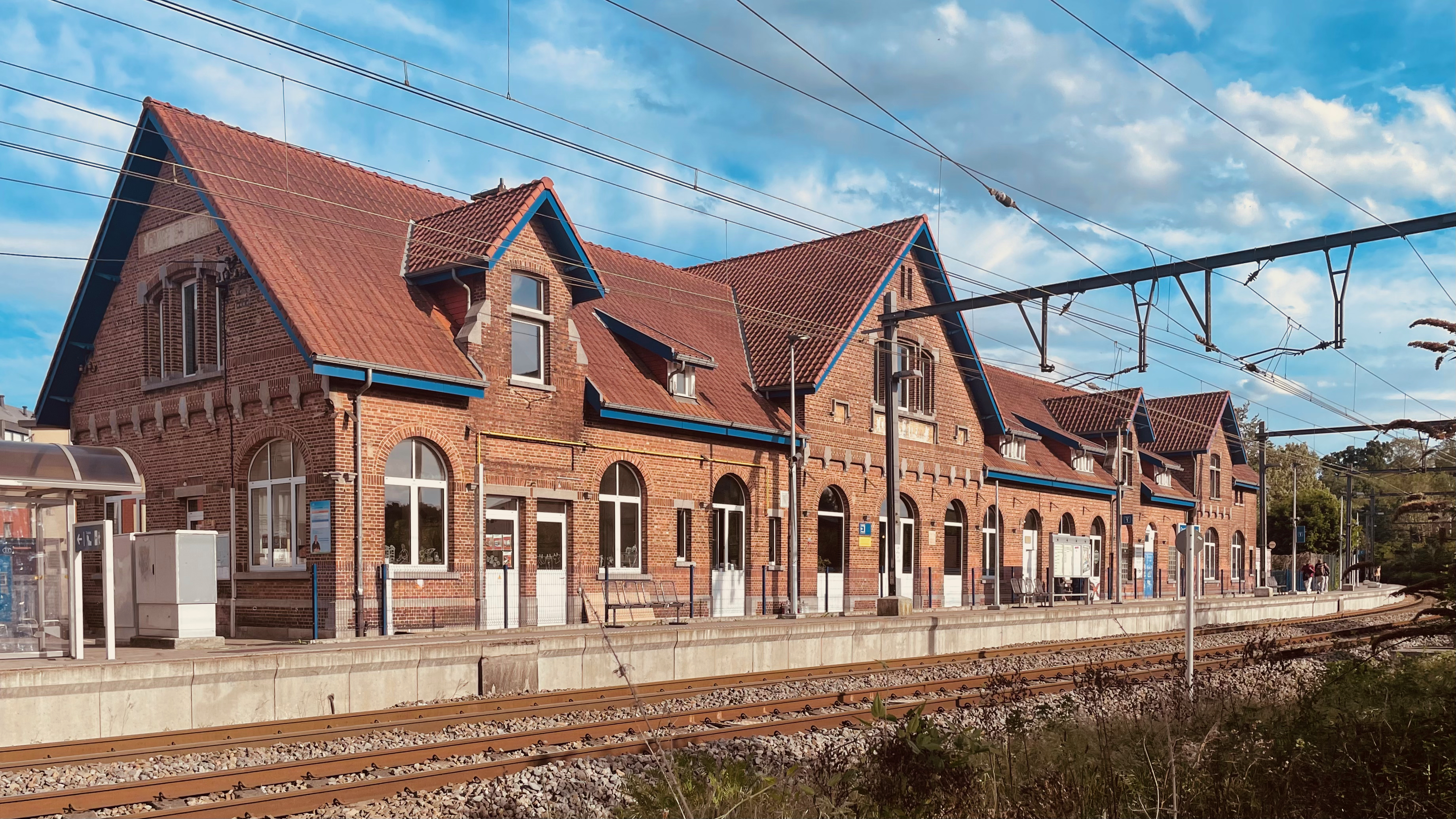
L'ancien bâtiment voyageurs côté quai.

L'actuel bâtiment voyageurs de Court-Saint-Étienne est un bâtiment érigé en 1926 après que la gare antérieure, située du côté Ottignies de la rue de Wisterzée, et bâtie entre les voies des lignes 140 et 141 fut démolie en 1925. Ces travaux sont conjoints aux rapprochement des deux voies de chemin de fer dont les deux passages à niveau coupaient la rue vers le centre du village.
Il s'agit d'une vaste gare due à l'architecte Paul Nouille qui y réalisa un édifice au style traditionnel d'une quinzaine de travées sous bâtière longitudinale avec, près du centre, un ressaut sous bâtière transversale. Elle est décorée de lucarnes passantes, de lucarnes rampantes et est intégralement construite en briques avec des une majorité de fenêtres à arc en plein cintre et des portails surmontés de petits toits pour les entrées.
Le petit bâtiment adjacent à la gare et qui abritait les vespasiennes a été transformé en un centre de service informatique.
Depuis la suppression de la ligne 141, dite ligne de la Sucrerie (vers Genappe-Nivelles), l'accès au quai vers Ottignies a été aménagé pour dispenser du passage souterrain.
Le bâtiment voyageurs construit en 1926 est fermé au service voyageurs en 2005. Il a ensuite été occupé occasionnellement pour des activités d'associations locales. Depuis avril 2015, le bâtiment est investi par la Coopérative à finalité sociale Quatre Quarts,.

## Service des voyageurs

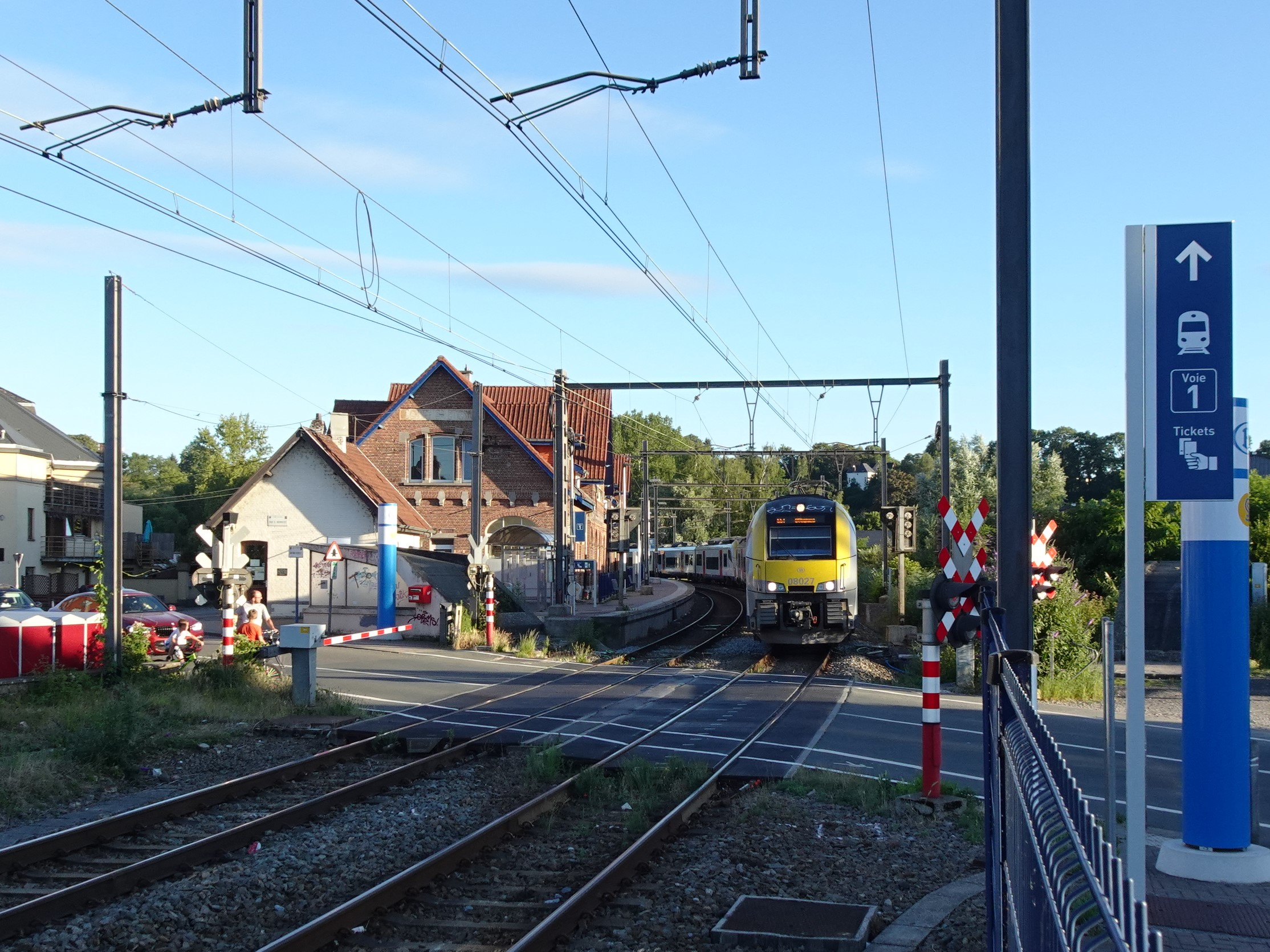
Arrivée d'un train et passage à niveau.

### Accueil
Halte SNCB, c'est un point d'arrêt non géré (PANG) à accès libre. Elle est équipée d'un automate pour l'achat de titres de transport.

### Desserte
Court-Saint-Étienne est desservie par des trains InterCity (IC) et suburbains (S61) de la SNCB qui effectuent des missions sur la ligne commerciale 140 (Charleroi-Central - Ottignies).
La desserte est constituée de trains IC-24 reliant Charleroi-Central à Louvain et de trains S61 entre Jambes et Wavre via Namur, Charleroi et Ottignies circulant chacun toutes les heures. En semaine, ils sont complétés aux heures de pointe par trois trains S61 supplémentaires entre Charleroi et Ottignies, le matin, et trois entre Ottignies et Charleroi en fin d'après-midi.

### Intermodalité
Un parc pour les vélos et un parking pour les véhicules y sont aménagés.

## Comptage voyageurs
Ce graphique et tableau montre le nombre de voyageurs embarquant en moyenne durant la semaine, le samedi et le dimanche.
| Nombre de passagers qui embarquent à la gare de Court-Saint-Étienne | Nombre de passagers qui embarquent à la gare de Court-Saint-Étienne | Nombre de passagers qui embarquent à la gare de Court-Saint-Étienne | Nombre de passagers qui embarquent à la gare de Court-Saint-Étienne |
|                                                                     | Semaine                                                             | Samedi                                                              | Dimanche                                                            |
| ------------------------------------------------------------------- | ------------------------------------------------------------------- | ------------------------------------------------------------------- | ------------------------------------------------------------------- |
| 1977                                                                | 656                                                                 | 67                                                                  | 41                                                                  |
| 1978                                                                | 736                                                                 | 74                                                                  | 48                                                                  |
| 1979                                                                | 762                                                                 | 80                                                                  | 56                                                                  |
| 1980                                                                | 674                                                                 | 92                                                                  | 36                                                                  |
| 1981                                                                | 546                                                                 | 51                                                                  | 36                                                                  |
| 1982                                                                | 531                                                                 | 48                                                                  | 41                                                                  |
| 1983                                                                | 447                                                                 | 47                                                                  | 32                                                                  |
| 1984                                                                | 433                                                                 | 63                                                                  | 49                                                                  |
| 1985                                                                | 368                                                                 | 66                                                                  | 28                                                                  |
| 1986                                                                | 301                                                                 | 56                                                                  | 36                                                                  |
| 1987                                                                | 283                                                                 | 48                                                                  | 42                                                                  |
| 1988                                                                | 227                                                                 | 48                                                                  | 31                                                                  |
| 1989                                                                | 289                                                                 | 41                                                                  | 38                                                                  |
| 1990                                                                | 169                                                                 | 41                                                                  | 36                                                                  |
| 1991                                                                | 489                                                                 | 47                                                                  | 40                                                                  |
| 1992                                                                | 424                                                                 | 55                                                                  | 41                                                                  |
| 1993                                                                | 374                                                                 | 37                                                                  | 23                                                                  |
| 1994                                                                | 499                                                                 | 66                                                                  | 28                                                                  |
| 1995                                                                | 409                                                                 | 55                                                                  | 23                                                                  |
| 1996                                                                | 368                                                                 | 63                                                                  | 35                                                                  |
| 1997                                                                | 489                                                                 | 74                                                                  | 36                                                                  |
| 1998                                                                | 453                                                                 | 42                                                                  | 33                                                                  |
| 1999                                                                | 350                                                                 | 29                                                                  | 45                                                                  |
| 2000                                                                | 379                                                                 | 52                                                                  | 58                                                                  |
| 2001                                                                | 401                                                                 | 46                                                                  | 36                                                                  |
| 2002                                                                | 359                                                                 | 42                                                                  | 30                                                                  |
| 2003                                                                | 429                                                                 | 44                                                                  | 32                                                                  |
| 2004                                                                | 412                                                                 | 46                                                                  | 30                                                                  |
| 2005                                                                | 437                                                                 | 61                                                                  | 50                                                                  |
| 2006                                                                | 400                                                                 | 51                                                                  | 32                                                                  |
| 2007                                                                | 443                                                                 | 38                                                                  | 33                                                                  |
| 2008                                                                | -                                                                   | -                                                                   | -                                                                   |
| 2009                                                                | 434                                                                 | 62                                                                  | 32                                                                  |
| 2010                                                                | -                                                                   | -                                                                   | -                                                                   |
| 2011                                                                | -                                                                   | -                                                                   | -                                                                   |
| 2012                                                                | 465                                                                 | 57                                                                  | 52                                                                  |
| 2013                                                                | 442                                                                 | 70                                                                  | 44                                                                  |
| 2014                                                                | 395                                                                 | 62                                                                  | 46                                                                  |
| 2015                                                                | 334                                                                 | 71                                                                  | 37                                                                  |
| 2016                                                                | 367                                                                 | 55                                                                  | 41                                                                  |
| 2017                                                                | 389                                                                 | 53                                                                  | 30                                                                  |
| 2018                                                                | 408                                                                 | 67                                                                  | 47                                                                  |
| 2019                                                                | 371                                                                 | 50                                                                  | 37                                                                  |
| 2020                                                                | 283                                                                 | 59                                                                  | 42                                                                  |
| 2021                                                                | -                                                                   | -                                                                   | -                                                                   |
| 2022                                                                | 322                                                                 | 77                                                                  | 64                                                                  |
| 2023                                                                | 506                                                                 | 67                                                                  | 65                                                                  |
| 2024                                                                | 716                                                                 | 95                                                                  | 153                                                                 |

## Art public

### Peintures murales du quai oriental
À quelques dizaines de mètres au nord de l'ancien  bâtiment voyageurs de la gare, le mur en béton du quai oriental de la gare, érigé le long du recyparc (parc à conteneurs) de Court-Saint-Étienne, est orné de peintures murales réalisées lors de l'événement « Associations en Fête » de 2015.
Ce mur en béton n'étant pas protégé à l'arrière contre l'humidité, les peintures murales ont commencé à se détériorer et ont dû être rafraîchies en 2023 par le Forum stéphanois, le Centre nerveux, la Chaloupe J-Court et Spray Art. 

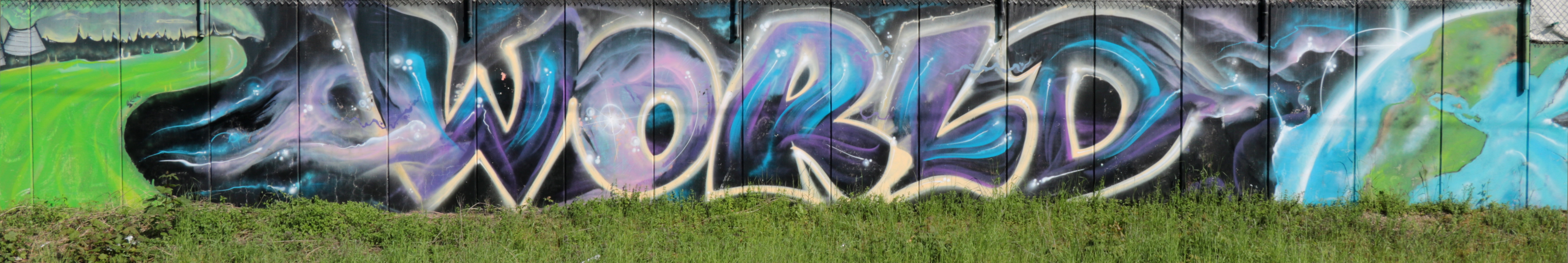

### Peintures murales le long du Parc à Mitrailles
De l'autre côté, le quai occidental longe le mur est du Parc à Mitrailles qui est orné d'une petite trentaine de peintures murales qui représentent les Usines Émile Henricot et leur passé industriel
Ces peintures murales, conçues par le Forum stéphanois et réalisées par le collectif Spray Art de Perwez, en mars 2023 pour évoquer les Usines Émile Henricot et leur passé industriel, représentent le Parc à Mitrailles et les Usines Émile Henricot mais également le village de Court-Saint-Étienne, son église, la gare et la ligne de chemin de fer qui part vers le sud.

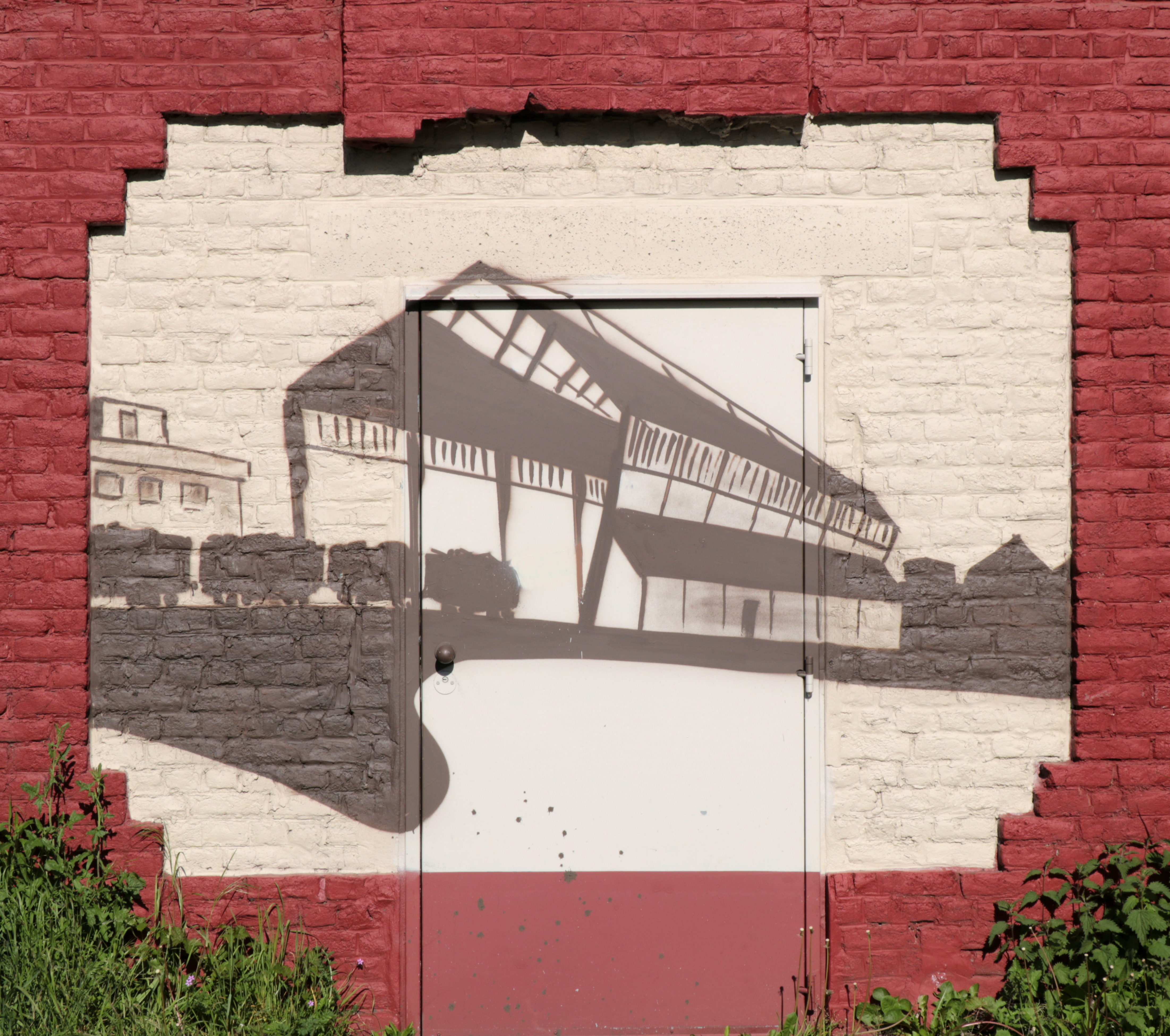
Le Parc à Mitrailles.
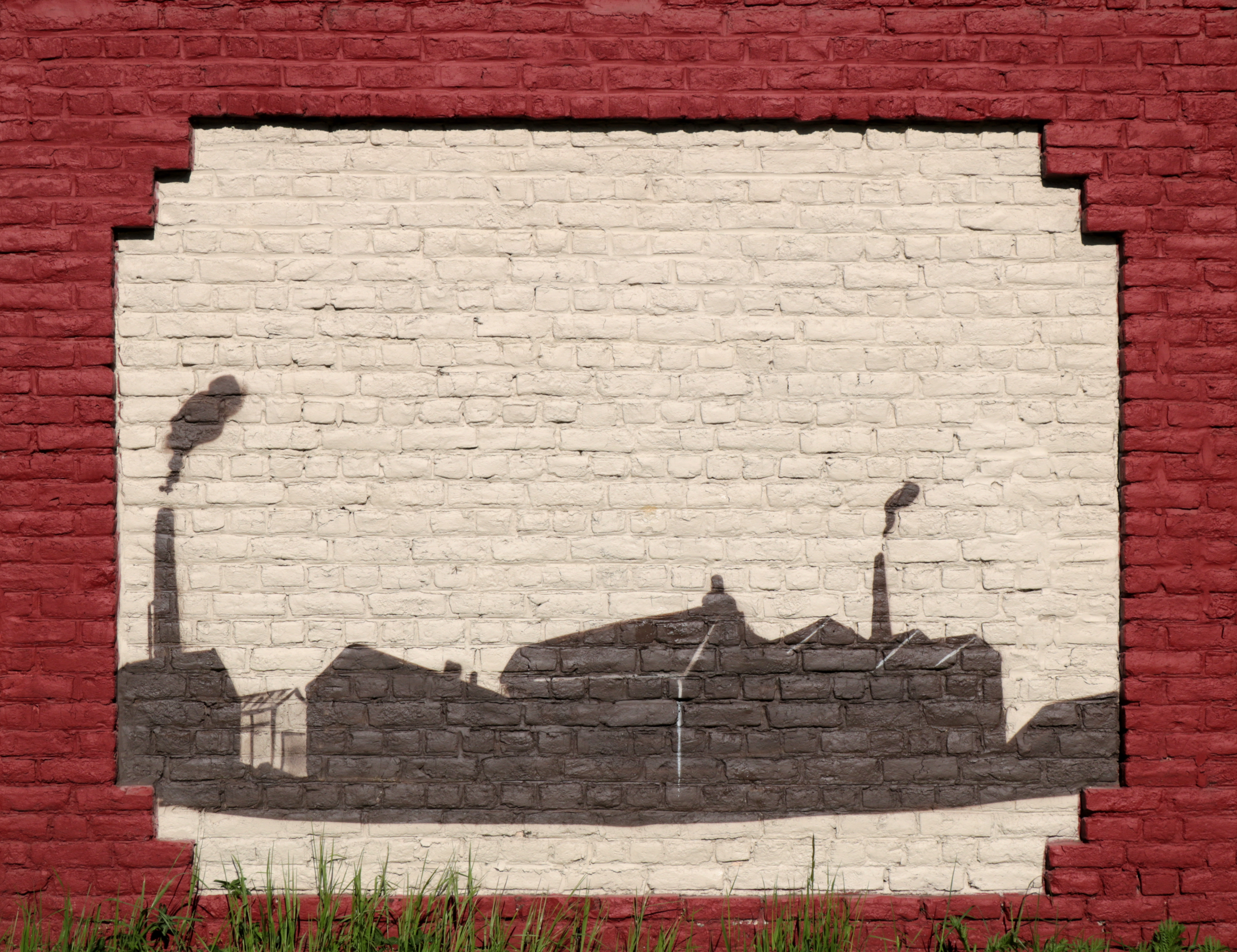
Les Usines Émile Henricot.
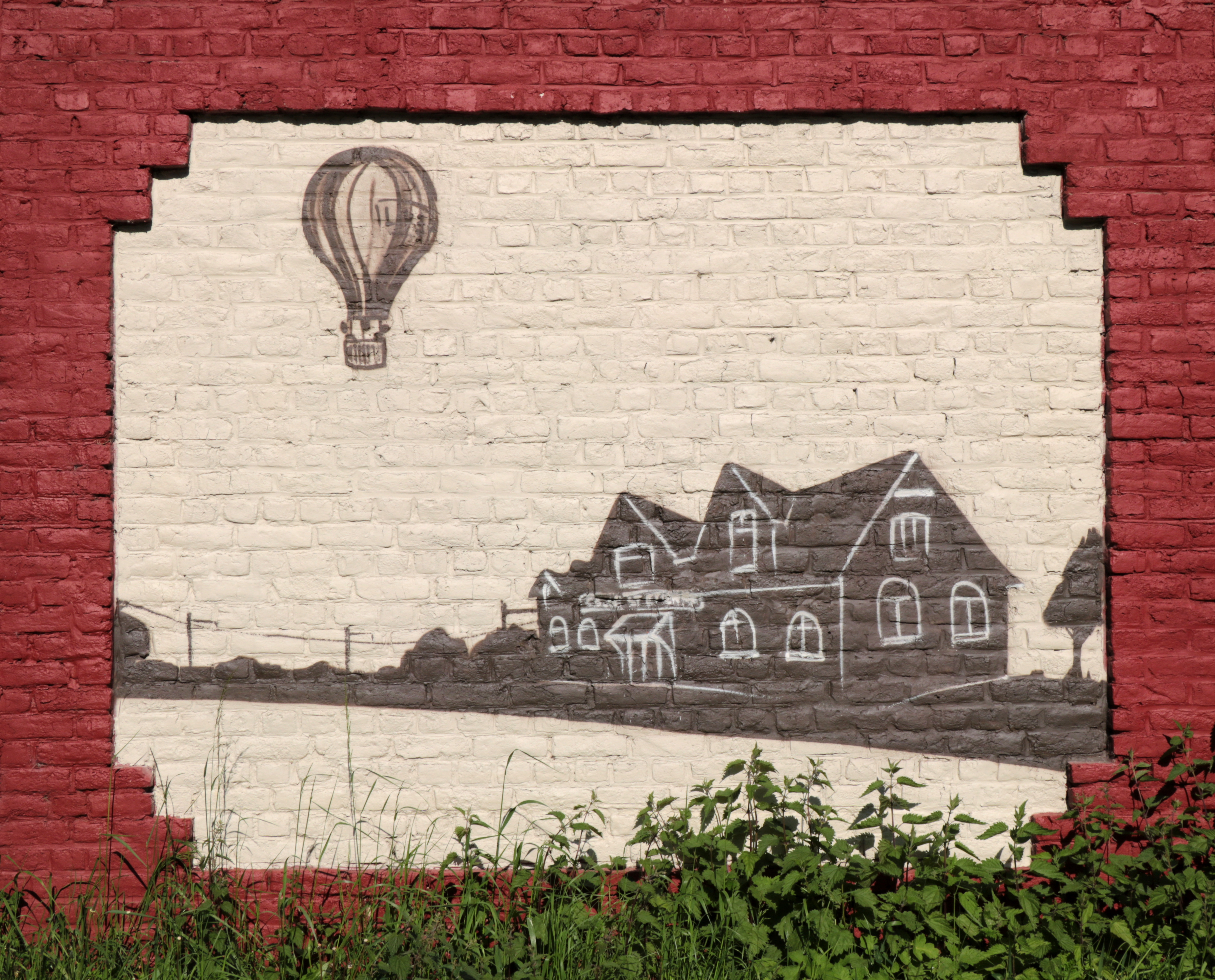
La gare.
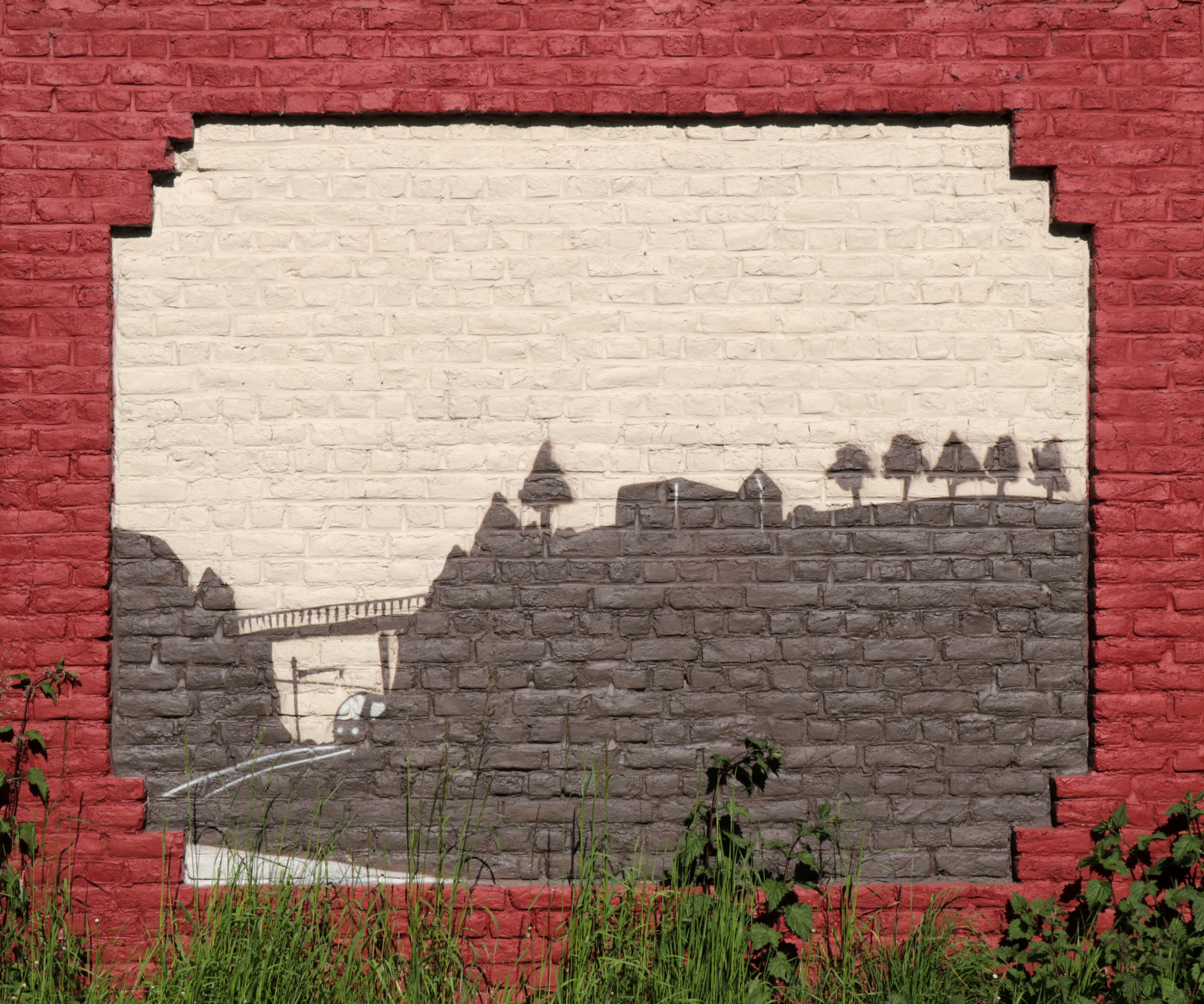
La ligne de chemin de fer qui part de la gare vers le sud.